# Кадет (фильм)
«Кадет» (белор. Кадэт) — динамичная остросюжетная драма 2009 года, которую некоторые кинокритики назвали одним из сильнейших фильмов, созданных в Беларуси за последние годы. Фильм был впервые показан представителям СМИ 12 апреля 2009 года.
В основе сценария — повесть Анатолия Жука «Месть мотыльков»
В съёмочном периоде фильм «Кадет» проходил под рабочим называнием «Метык». Фильм был награждён дипломом «за лучший актерский ансамбль» на Киевском международном кинофестивале.

## Сюжет
Трагедия происходит в Западной Белоруссии в первое лето после Второй мировой войны. Окончилась война, но мир никак не может установиться на этой территории. Местные жители, которые ещё недавно были добрыми соседями, становятся врагами.
Курсант суворовского училища Денис Мешко приезжает на каникулы в деревню и узнает, что произошло убийство первого председателя сельсовета Степана Мешко — его дядьки. Сельчане подозревают Мечислава Хабенка (Метека), который ещё с войны скрывается в местных лесах. Суворовец пытается выследить убийцу и отомстить за смерть близкого ему человека.
Предполагая, что возлюбленная Мечислава Анна выведет его на убежище, где скрывается убийца, Денис втайне наблюдает за девушкой. И неожиданно понимает, что в дело мести вмешивается другое чувство. Любовь к Анне побеждает ненависть к врагу.
Название фильма не соответствует исторической правде. Суворовцы 1940-х никогда не называли себя кадетами — в то время это слово ассоциировалось исключительно с дореволюционными кадетскими корпусами и к тому же было практически забыто.

## В ролях
Белорусская театральная молодёжь:
- Руслан Чернецкий — Метек
- Полина Сыркина — Анна
- Андрей Сенькин — Денис
- Олег Ткачев — Чеслав
- Александр Суцковер — капитан НКВД
- Галина Кухальская — Мария
- Светлана Кожемякина — Яди
- Татьяна Гаркуша — Хабениха
- Наталья Горбатенко — Марыля
- Сергей Кабанов — Степан

## Фестивали
- 2009: XVIII МКФ «Золотой Витязь»
  - Диплом и приз «Бронзовый Витязь»
  - Дипломы «За яркий дебют в кино» исполнителям главных ролей в фильме — Руслану Чернецкому, Полине Сыркиной и Андрею Сенькину
- 2009: Первый Киевский международный кинофестиваль — Диплом «За лучший актёрский ансамбль»
- 2009: XVII фестиваль «Созвездие» — Диплом общественного жюри «Созвездие» актрисе Полине Сыркиной в номинации «За лучший дебют»